# Гірнича промисловість Сьєрра-Леоне
Гірнича промисловість Сьєрра-Леоне

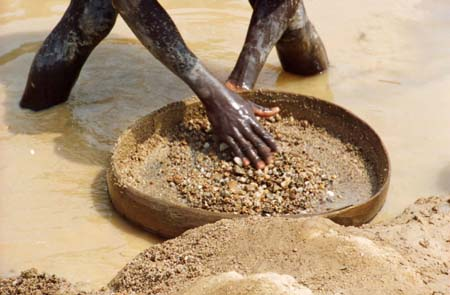
Розробка розсипного родовища алмазів у Сьєрра-Леоне

Гірнича промисловість країни зосереджена на видобутку алмазів, бокситів, золота, рутилу. Є нафтопереробні підприємства. В минулому основною експортною мінеральною сировиною країни був рутил. Потім це стали алмази, хоча уряд планує відновити видобуток рутилу.

## Окремі галузі

### Видобуток алмазів

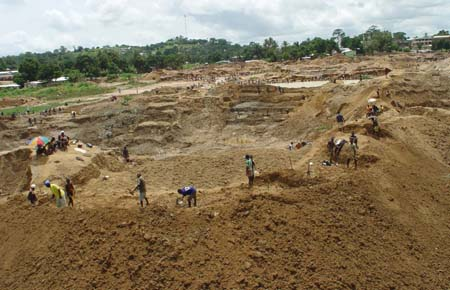
Алмазна копальня в Kono District

На стан мінерально-сировинного сектора економіки С'єрра-Леоне впливає нестабільність соціально-політичної обстановки, яка мала місце в кінці ХХ ст. Повстанський Революційний об'єднаний фронт (RUF) в С'єрра-Леоне з 1991 р. вів озброєну війну проти уряду; обидві сторони боролися фактично за контроль над алмазоносними районами. У 2000 р. війна продовжувалася із змінним успіхом для обох сторін. Досягнуті домовленості постійно порушувалися повстанцями, що не бажали позбавлятися контролю над головними алмазодобувними районами країни. У квітні 2001 р. миротворчі сили ООН почали патрулювати райони, що є оплотом повстанців в головному алмазоносному районі країни — Тонгофілдс (Tongo Fields). Потім вони увійшли в м. Макені (Makeni) — штаб-квартиру RUF, а також в міста Маґбурака (Magbouraka) на півночі країни і Мано (Mano) — стратегічно важливий пункт в східній, алмазоносній частині Сьєрра-Леоне [Rapaport TradeWire. 2001, April]. На початку XXI ст. легальний експорт алмазів з країни здійснюється з використанням системи сертифікації. За період з жовтня 2000 р., коли вона була введена, по червень 2001 р. з країни експортовано алмазів на 17.3 млн дол. — проти 15 млн за 1999–2000 р., до прийняття цієї системи. За цей період експортерам було видано 96 сертифікатів. Збільшити законний продаж допомогло також введення ембарго на експорт алмазів з Ліберії. Однак старательський неліцензійний видобуток в країні місцями продовжується. Офіційні представники С'єрра-Леоне, Ліберії і Ґвінеї — члени т.зв. «Союзу Мано-Рівер» (Mano River Union) досягли угоди про нейтралізацію озброєних груп і спільне патрулювання загальних кордонів. Це означає, що тепер противники режиму не зможуть ховатися на території суміжних держав, як це бувало раніше. Алмази, незаконно видобуті в С'єрра-Леоне повстанцями RUF, контрабандно вивозилися для продажу на міжнародному ринку через сусідні з нею країни. Головним учасником нелегальної торгівлі леонійськими алмазами, як випливає з доповіді спеціальної комісії ООН, була Ліберія. Сума цього експорту оцінюється в 25-125 млн дол. щорічно. У деякі роки Ліберія, добуваючи декілька десятків тисяч каратів власних алмазів, експортувала декілька мільйонів каратів загальною вартістю понад 700 млн дол. Такий стан справ привів до введення Радою ООН з 7 травня 2000 р. санкцій проти Ліберії. У 2000 р. Швейцарія, Ґвінея і Саудівська Аравія оголосили про повну заборону імпорту несертифікованих алмазів зі С'єрра-Леоне. Ґвінея зобов'язалася посилити прикордонний контроль на кордоні з С'єрра-Леоне і створити в співпраці з представниками законного уряду цієї країни відповідну службу.
Разом з тим ряд відомих компаній вели в С'єрра-Леоне законний видобуток алмазів, санкціонований урядом країни. Канадська група компаній Cassierra виявила на шельфі розсипи алмазів (20 каменів у прибережній смузі). Компанія DiamondWorks розглядає можливість продовження робіт на кімберлітових трубках Коїду [Mining J. — 1999. — Annual Rev. — Р. 96].
Дочірня компанія Rex Diamond Corporation разом з компанією Fauvilla Ltd розпочинає видобуток алмазів в районі Zimmi, що належить компанії Rex [African Mining. 2002. V.7, № 6].

### Золото
У 1930–1955 рр. золото видобувалося в місцевостях Sula Mountains, Kangari Hills, Nimini Hills, Loko hills та Gori Hills і інш. районах. З початком роботи «Alluvial Diamond Mining Scheme» в 1956 видобуток золота призупинився. Вдруге дослідження золотоносних полів Baomahun, Dalakuru і Komahun в Nimini Hills починається в 1960-х роках. Згодом ця робота була Перервана громадським безладдям в країні. В 1996 ліцензії для досліджень на золото надано майже на всі відомі перспективні золотоносні площі. Однак ГРР почали тільки деякі компанії.

### Рутил
Видобуток рутилу почався в 1967 з мінеральних пісків на південному сході країни. Протягом 1990-95 рр. щорічного видобувалося до 150 тис. т ільменіту і 60 тис. т рутилу (25% світового видобутку). Видобуток був припинений в результаті нестабільної ситуації в країні. В процесі відновлення видобутку задіяні інвестиції European Union's Sysmin Fund та World Bank. Зацікавленість виявили IFC і OPIC, CDC, DEG, US ADB. На початку XXI ст. гірничі роботи ведуться на руднику Ротіфунк (Rotifunk), оператор — компанія Sierra Rutile. Визначені запаси — 163.6 млн т руди з 0,48% рутилу.
Компанія Sierra Rutile з середини 1999 р. почала відновлення гірничозбагачувального підприємства з видобутку і переробки мінералізованих пісків. До закриття в 1995 р. на підприємстві виробляли 150 тис. т рутилу і 65 тис. т ільменіту на рік.

### Боксити
Видобуток бокситів почато в Моямба (Moyamba) в 1963. В 1995 видобуток становив 1.5 млн т на рік, вміст Al 55-56%. Після періоду призупинення видобутку на початку XXI ст. прикладаються зусилля для його відновлення.

### Граніт
На кар'єрі біля Фрітауна (Freetown) з 1995 з перервами видобувають чорний граніт (оператор — фірма Olympus Mining Company Ltd.). Ведуться ГРР на платину і нафту (з 1980).